# Dietrich Fink
Dietrich Alexander Fink (* 1958 in Burgau) ist ein deutscher Architekt, Stadtplaner und emeritierter Universitätsprofessor.

## Werdegang
Dietrich Fink ist der zweite von vier Söhnen von Ottilie und Theodor Fink. Nach dem Abitur am Johann-Michael-Sailer-Gymnasium in Dillingen an der Donau studierte er Architektur an der Technischen Universität München und in Berlin (1978–1984). Nach seiner Teilnahme an der Aizanoi-Grabung des Deutschen Archäologischen Instituts und Studienreisen in Europa und Amerika wurde er akademischer Rat bei Helmut Gebhard am Institut für Städtebau und Regionalplanung an der TU München (1988–1991). 1991 gründete er zusammen mit Thomas Jocher das Architekturbüro Fink+Jocher in München.
1998 hatte Fink eine Gastprofessur an der Technischen Universität München inne und erhielt 1999 einen Ruf als Professor an die Technische Universität Berlin auf den Lehrstuhl für Entwerfen und Konstruieren. 2004 folgte eine Professur an der TU München auf den Lehrstuhl für Integriertes Bauen, den er im Jahr 2010 in Lehrstuhl für Städtische Architektur umwidmete. Von 2006 bis 2009 war er Dekan der Fakultät für Architektur der TU München. In der Zeit seines Dekanats führte er den Diplomstudiengang in die Dualen Studienabschlüsse Bachelor und Master und konzeptionierte und realisierte den Aufbau des Vorhoelzer Forums als neue Kommunikationsplattform der Fakultät für Architektur. 2024 trat er als Professor in den Ruhestand.

## Mitgliedschaften
Fink ist seit 2001 Mitglied in der Deutschen Akademie für Städtebau und Landesplanung (DASL), dem Bund Deutscher Architekten (BDA), dem Deutschen Werkbund (DWB) und seit 2004 der Bayerischen Akademie der Schönen Künste. Er ist Gründungsmitglied der Sep Ruf Gesellschaft und ist in zahlreichen nationalen und internationalen Architekturjurys und Stadtgestaltungskommissionen tätig.

## Bauten (Auswahl)
- 1992–1994: Wohnbebauung, Sulzbach-Rosenberg
- 1992–1995: Wohnbebauung Kreuzäcker Neu-Ulm
- 1992–1995: Paradeis Weilheim
- 1992–1995: Stadtfuge, Lindau
- 1993–1996: Damaschkesiedlung Regensburg
- 1995–1998: Quartier Widmannstraße, München-Riem
- 1995–1998: Low Budget Siedlung Regensburg
- 1997–1999: Simultaneous Engineering Ingolstadt
- 1997–1999: EXPO N41, Hannover
- 1995–1996: Raiffeisenstraße Regensburg
- 1999–2000: Villa A, Starnberger See
- 2000–2002: Haus B, Bernried am Starnberger See
- 2000–2002: Ballspielhalle Ingolstadt
- 2000–2005: Westend Block 1, München
- 2002–2005: Zwischen den Zeilen Ostfildern
- 2001–2005: Erweiterung Christoph-Scheiner-Gymnasium, Ingolstadt
- 2002–2004: Am Ackermannbogen München
- 2002–2005: Studentenwohnheim TUM, Garching bei München
- 2003–2005: SYNIA Shangyu New Industrial Area, Shangyu, Volksrepublik China
- 2003–2007: NUWOG Headquarters Neu-Ulm
- 2007–2009: Grundschule Helsinkistraße, München-Riem
- 2007–2010: Membergkuppe Bad Cannstatt, Stuttgart
- 2010–2016: Neues Erzbischöfliches Ordinariat München
- 2011–2014: Provinopark Augsburg
- 2012–2015: Rheinpark Heerdt Düsseldorf
- 2016–2018: Domagkpark München
- 2015–2019: Neckarbogen Heilbronn
- 2016–2019: Magellanquartier, Bremen
- 2014–2020: Fallstraße München-Sendling
- 2016–2019: Experimentalvorhaben Betonhaus Neu-Ulm

## Auszeichnungen und Preise
- 1995: Kunstpreis der Bayerischen Akademie der Schönen Künste
- 1995: BDA-Preis Bayern für Wohnbebauung, Sulzbach-Rosenberg
- 1997: Förderpreis Baukunst der Akademie der Künste Berlin
- 1997: BDA-Preis Bayern für Wohnanlage, Regensburg
- 1997: BDA-Preis Bayern für Haus Schroth, Bad Tölz
- 1998: Architekturpreis Zukunft Wohnen für Wohnanlage, Regensburg
- 1998: Deutscher Bauherrenpreis für Raiffeisenstraße, Regensburg[6]
- 2000: Deutscher Fassadenpreis für Entwicklungszentrum, Ingolstadt
- 2000: BDA-Preis Niedersachsen für EXPO N41, Hannover
- 2000: Deutscher Bauherrenpreis für EXPO N41, Hannover[7]
- 2000: Deutscher Bauherrenpreis für Damaschkesiedlung Regensburg[8]
- 2000: Auszeichnung – Balthasar-Neumann-Preis für Entwicklungszentrum, Ingolstadt
- 2002: Architekturpreis Zukunft Wohnen für Quartier Vorfeld, Neu-Ulm
- 2003: 3. Preis - Deutscher Holzbaupreis für Haus B, Starnberger See
- 2005: Lobende Erwähnungen – Architekturpreis Beton für Studentenwohnheim, Garching[9]
- 2006: Hugo-Häring-Preis für Quartier 4, Scharnhauser Park, Ostfildern
- 2007: Deutscher Architekturpreis für Studentenwohnheim, Garching
- 2008: Thomas Wechs Preis für NUWOG Headquarters, Neu-Ulm
- 2008: Deutscher Bauherrenpreis für Westend Block 1, München
- 2009: Nominierung – Mies van der Rohe Award für NUWOG Headquarters, Neu-Ulm[10]
- 2009: Sonderpreis - Nationaler Preis für integrierte Stadtentwicklung und Baukultur für Westend Block 1, München
- 2024: Architekturpreis der Landeshauptstadt München

## Akademische Mitarbeiter
- Stefan Imhof
- Jan Bohnert
- Wolfgang Brune
- Carola Dietrich
- Florian Fischer
- Ina Laux
- Sebastian Multerer
- Thomas Neumeister
- Marius Stadler
- Julian Wagner
- Carmen Wolf
- Lisa Yamaguchi
- Ludwig Zitzelsberger

## Publikationen (Auswahl)

### Als Autor
- mit Uwe Kiessler: Die Tradition von morgen. Architektur in München seit 1980. Schirmer/Mosel, München 2012, ISBN 978-3-8296-0607-3.
- Benedict Esche / Benedikt Hartl (Hrsg.): REMINISCENCE. ea Edition Architektur, München, 2016
- Die dichte Stadt – Wachstum nach Innen. In: Der Architekt 5/2017. ISSN 0003-875X S. 44–46.
- Architettura della densità – uno studio in prospettiva sulle possibilità della città europea. In: La Città - Progetti Urbani. Aión Edizioni, 2017, ISBN 978-88-98262-57-1.
- Das urbane Wohnhochhaus - Geschichte und Zukunft. BFW Landesverband Bayern e. V., Immobilienwirtschaft Bayern, 2/2018, S. 24–26.
- Über das Wesen der Utopie in der Baukunst. In: Wie kommt das Neue in die Welt. Gesammelte Vorträge Rotary Jahr 2017/2018. Allitera Verlag, 2020, ISBN 978-3-96233-242-6.
- Utilitas. In: Hartwig Schneider, Uwe Schröder (Hrsg.): Identität der Architektur. König, Köln 2020, ISBN 978-3-96098-737-6.

### Als Herausgeber
- Die dichte Stadt. TU München, 2012, ISBN 978-3-941370-18-0.
- mit Florian Fischer und Sebastian Ballauf (Hrsg.): Im Herzen der Stadt – Stachus München. Franz Schiermeier Verlag, München 2013
- mit Vanessa Lehner, Ludwig Zitzelsberger: Journal / Domestic Journal. TU München, 2016, ISBN 978-3-941370-73-9.
- mit Vanessa Lehner, Ludwig Zitzelsberger: Domestic Journal II. TU München, 2017. ISBN 978-3-941370-85-2.
- mit Uta Graff, Nils Rostek, Julian Wagner: Architects on architects. Hirmer, München 2019, ISBN 978-3-7774-3309-7.
- Materialien zu Geschichte, Theorie und Entwurf städtischer Architektur. Wasmuth, Tübingen, ISBN 978-3-8030-0936-4.